# زبدة حلوة

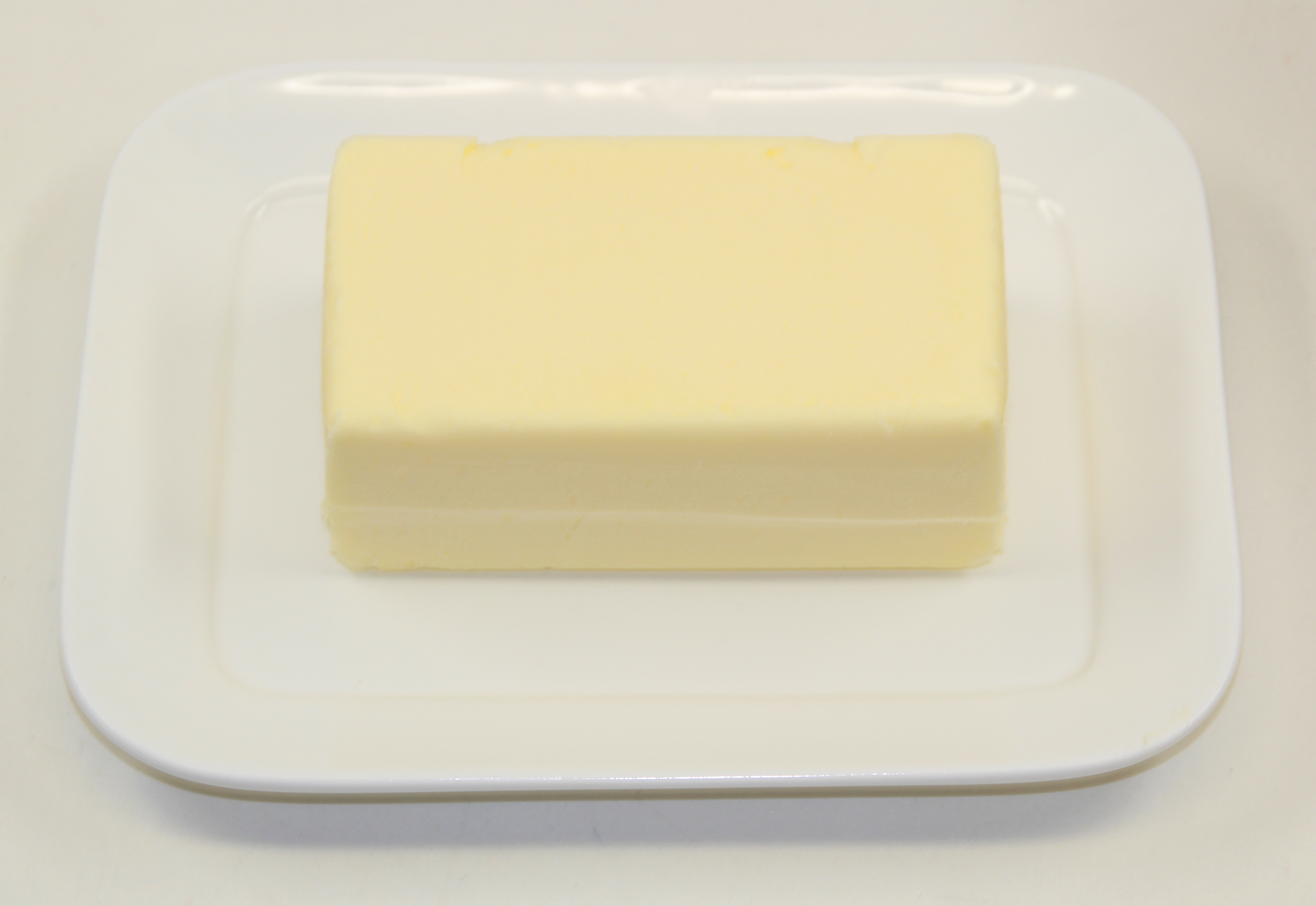
قطعة زبدة

زبدة حلوة أو زبدة ناعمة (بالإنجليزية Sweet butter أو Soft butter) (بالفرنسية Beurre doux)
هي واحدة من أكثر ثلاثة أنواع من الزبد المستهلكة على نطاق واسع في الغرب، إلى جانب الزبدة المملحة والزبدة نصف أو شبه مملحة. ويتم استخدامها أيضا في الطهي وتؤكل مع السندويشات، ويمكن ان تستهلك بمفردها مع قطعة خبز أو تدمج مع عناصر غذائية أخرى.

## طالع
زبدة